# Паркс, Уинстон
Уи́нстон Анто́нио Паркс Тифет (исп. Winston Antonio Parks Tifet); род. 12 октября 1981) — коста-риканский футболист, нападающий. Выступал за сборную Коста-Рики.

## Карьера
Уинстон Паркс начал свою карьеру, дебютировав в 17-летнем возрасте в клубе «Лимоненсе», в первый год чаще выходя на замену. На следующий год Паркс стал твёрдым игроком основы «Лимоненсе». В те же годы он играл на двух молодёжных чемпионатах мира, проведённых в 1999 году в Нигерии и в 2001 году в Аргентине, в составе молодёжной сборной Коста-Рики. В последнем турнире он забил 4 мяча, став одним из лучших снайперов чемпионата, что поспособствовало покупке игрока итальянским клубом «Удинезе» за 2,1 миллиона долларов, однако Паркс не смог пробиться в основу клуба, играя в дублирующем составе, а затем был отдан в аренду клубу «Асколи», в котором также почти не играл.
Несмотря на неуспехи в Италии, Паркс был вызван в сборную Коста-Рики на чемпионат мира 2002, где дважды выходил на замену, в игре с Турцией забил гол, который принёс костариканцам ничью. Этот успех сподвиг руководителей московского «Локомотива» приобрести игрока за 2 миллиона евро, но покупка не оправдала себя, за 35 матчей Паркс забил лишь 6 голов в чемпионате, хотя в Лиге чемпионов забил важнейший победный мяч киевскому «Динамо».
В 2005 году «Локомотив» отдал Паркса в аренду «Сатурну», но и там костариканец не блистал. После России Паркс уехал в Чехию в «Слован», затем вернулся в Коста-Рику, а с 2008 года выступал за клуб «Тимишоара». В 2010 году Паркс был арендован клубом «Хазар-Ленкорань». В июне 2011 года Уинстон подписал двухлетний контракт с ФК «Баку».